# Anoxia pilosa
Anoxia pilosa (Fabricius, 1792) è un coleottero appartenente alla famiglia degli scarabaeidae (sottofamiglia melolonthinae).

## Descrizione

### Adulto
A. pilosa si presenta come un grosso coleottero, dal corpo robusto e cilindrico. Come le altre specie del genere Anoxia, presenta la parte inferiore del corpo coperto da una evidente pubescenza e una peluria sottile sulla parte superiore. Le femmine presentano delle dentature sulle zampe anteriori. Le sue dimensioni stazionano tra i 17 e i 25 mm.

### Larva
Le larve hanno l'aspetto di grossi vermi bianchi dalla forma a "C". Presentano 3 paia di zampe atrofizzate e il cranio sclerificato.

## Biologia

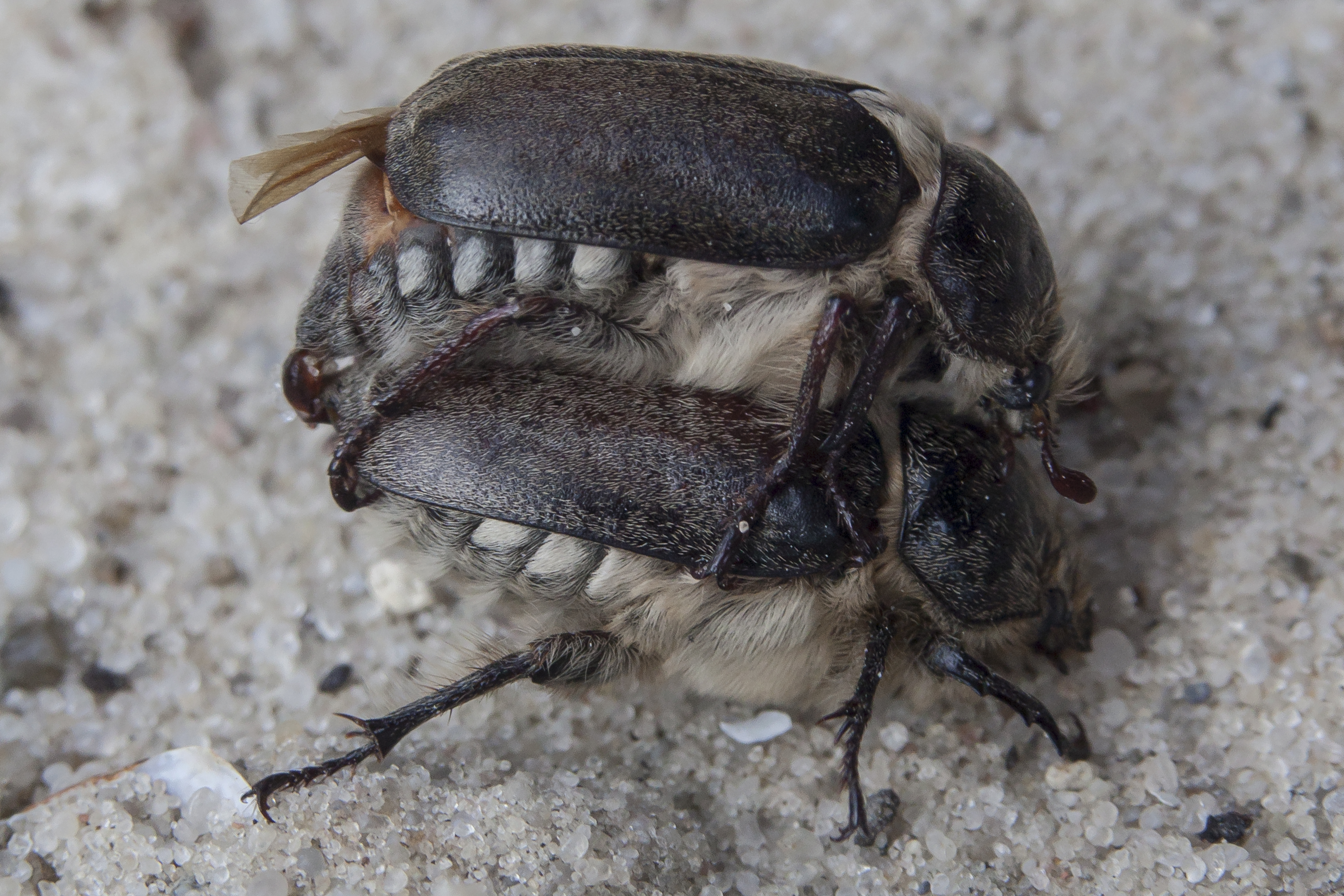
Accoppiamento.

Gli adulti appaiono in estate e possono essere osservati volare dal tardo pomeriggio fino al crepuscolo e gli accoppiamenti avvengono sul suolo. Predilige ambienti stepposi. A. pilosa, può essere occasionalmente dannosa per alcune colture.

## Distribuzione
A. pilosa è diffusa nell'Europa orientale, dall'Italia del nord alla Russia e all'Asia centrale.